# Neopachysoma
Neopachysoma là một chi bọ cánh cứng thuộc họ Scarabaeidae.